# Котюжаны (село)
Котюжа́ны (укр. Котюжани) — село на Украине, находится в Мурованокуриловецком районе Винницкой области.
Код КОАТУУ — 522883301. Население по переписи 2001 года составляет 995 человек. Почтовый индекс — 23440. Телефонный код — 4356.
Занимает площадь 3,034 км².

## Религия
В селе действует Свято-Николаевский храм Мурованокуриловецкого благочиния Могилёв-Подольской епархии Украинской православной церкви.

## Достопримечательности
- Дворец Е.Цениной, 1912 г. — дворец построен Евгенией Николаевной Цениной, вдовой помощника генерал-губернатора, Действительного статского советника в отставке Ивана Дмитриевича Ценина на месте старого ДВОРЦА, который в 1910 году сожгли взбунтовавшиеся крестьяне. Дворец Евгении Цениной в стиле неоренессанс. Автором проекта был известный архитектор Оскар Рудольфович Мунц. Сейчас — школа-интернат.

## Адрес местного совета
23440, Винницкая область, Мурованокуриловецкий р-н, с. Котюжаны, ул. Ленина, 31